# Bus-Saint-Rémy
Bus-Saint-Rémy era una comuna francesa situada en el departamento de Eure, en la región de Normandía, que el 1 de enero de 2016 pasó a ser una comuna delegada de la comuna nueva de Vexin-sur-Epte al fusionarse con las comunas de Berthenonville, Cahaignes, Cantiers, Civières, Dampsmesnil, Écos, Fontenay-en-Vexin, Forêt-la-Folie, Fourges, Fours-en-Vexin, Guitry, Panilleuse, y Tourny.

## Demografía
| Gráfica de evolución demográfica de Bus-Saint-Rémy entre 1800 y 2019 |
|                                                                      |

Los datos demográficos contemplados en este gráfico de la comuna de Bus-Saint-Rémy se han cogido de 1800 a 1999 de la página francesa EHESS/Cassini, y los demás datos de la página del INSEE.